# 南昭英
南 昭英（ナム・ソヨン、朝: 남소영、1967年8月15日 - ）は、韓国の実業家。SMエンタテインメント及びエスエム・エンタテインメント・ジャパンの元代表取締役。
長年にわたってSMエンタテインメント（主に日本子会社）に携わり、BoA・東方神起・少女時代・SHINeeなど、多数のK-POPグループの海外進出を成功させた人物である。また、SMジャパンの設立にも尽力した。

## 経歴

### SMエンタテインメント入社前
日系レコード会社「サンポニー」（現・ポニーキャニオンコリア）に勤務後、日本へ渡り、スカイプランニングにてスージー・カン、ビビアン・スー、S.E.S.などを担当。その後、SMエンタテインメント創業者であるイ・スマンに日本でのBoAのマネージャーとして引き抜かれて入社。SMジャパンの設立にも尽力した。

### SMエンタテインメント
以下はSMエンタテインメントグループでの主な経歴。
- 2001年1月 - エスエム・エンタテインメント・ジャパン 取締役
- 2005年7月 - エスエム・エンタテインメント・ジャパン 代表取締役
- 2014年5月 - エブリシングジャパン 代表取締役
- 2015年3月 - SM C&C 取締役
- 2017年1月 - ドリームメーカーエンターテインメント 取締役
- 2017年3月 - SMエンタテインメント 共同代表取締役[注 2]
- 2018年5月 - キーイースト（英語版）取締役
- 2020年4月
  - SMEJ 代表取締役
  - SMEJ Plus 取締役
- 2020年8月
  - SMエンタテインメントグループ 副社長
  - ストリームメディアコーポレーション 取締役
- 2022年1月 - キーイースト 共同代表取締役

## 人物
- 元々はBoAのマネージャーとして、SMエンタテインメントに入社。
- イ・スマン元総括プロデューサーとともにSMエンタテインメントジャパンを設立し、所属アーティストの海外進出を主導した人物であり、社内取締役から系列会社の代表まで歴任した実力者である[4]。
- 2012年に開催された東方神起の日本ドームツアー公演に先立って行われた取材陣とのインタビューで「我々の競争相手は日本の歌手であり、韓国歌手との韓流競争は意味が無い」と語っている[11]。